# 82MAJOR
에이티투메이저(82MAJOR)는 그레이트엠엔터테인먼트 소속으로 2023년 10월 11일에 데뷔한 대한민국의 6인조 보이 그룹이다.

## 구성원
| 이름   | 소개 |
| ------ | --- |
| 남성모 | - 이름 : 남성모 - 생년월일 : 2004년 4월 19일(21세) - 출생지 : 대한민국 - 활동기간 : 2023년 10월 11일 ~ 현재             |
| 박석준 | - 이름 : 박석준 - 생년월일 : 2004년 12월 15일(20세) - 출생지 : 대한민국 - 활동기간 : 2023년 10월 11일 ~ 현재            |
| 윤예찬 | - 이름 : 윤예찬 - 생년월일 : 2004년 - 출생지: 캐나다 - 가족 : 형 피원하모니 윤기호 - 활동기간 : 2023년 10월 11일 ~ 현재 |
| 조성일 | - 이름 : 조성일 - 생년월일 : 2004년 3월 29일(21세) - 출생지 : 대한민국 - 활동기간 : 2023년 10월 11일 ~ 현재             |
| 황성빈 | - 이름 : 황성빈 - 생년월일 : 2004년 6월 22일(20세) - 출생지 : 대한민국 - 활동기간 : 2023년 10월 11일 ~ 현재             |
| 김도균 | - 이름 : 김도균 - 생년월일 : 2006년 9월 14일(18세) - 출생지 : 대한민국 - 활동기간 : 2023년 10월 11일 ~ 현재             |

## 음반 목록

### EP
- 2024년 4월 29일 《BEAT by 82》
- 2024년 10월 15일 《X-82》

### 싱글
- 2023년 10월 11일 《ON》

### 디지털 싱글
- 2023년 10월 5일 《Sure Thing》 (싱글 1집, 선공개곡)

## 수상 목록
- 2025년 제1회 디 어워즈 디 어워즈 드림즈 실버 라벨상
- 2025년 제1회 디 어워즈 디스커버리 올해의 발견상